# Maximilian Werda
Maximilian Werda, né le 5 octobre 1991 à Kaulsdorf, est un coureur cycliste allemand.

## Palmarès
- 2013
  - 2e du championnat d'Allemagne sur route espoirs
  - 3e du Grand Prix de Francfort espoirs
- 2014
  - Tour of Malopolska :
    - Classement général
    - 2e et 3e étapes

  - 3e (contre-la-montre) et 5e étapes du Tour de l'Oder
  - 2e du Zloty Pierscien Krakowa

## Classements mondiaux
| Année           | 2013 | 2014 |
| --------------- | ---- | ---- |
| UCI Europe Tour | 636e | 196e |